# キャリアー・ドーム
キャリアドーム（Carrier Dome）は5万席を持つ、シラキュース大学の中心に位置するドーム球場。シラキュース大学のスポーツチーム「シラキュース・オレンジ」のホーム球場。

## 概要
アメリカ合衆国の北東地区において最も大きい大学キャンパスのドーム型スタジアムである。また、バスケットボール球場としては3万3千人を収容出来る最大のキャンパス球場である。結果、シラキュース大学のバスケットボール一試合当たりの収容観客数は全米一である。
2006年3月5日、ジェリー･マクナマラ最後のシーズン試合において、観客は33,633人を数えた。

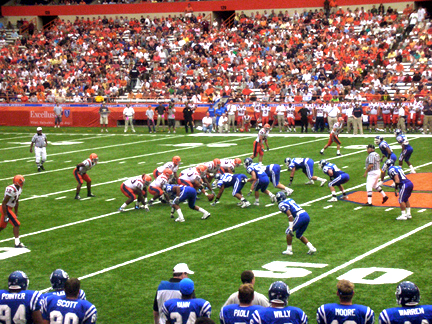
キャリアドームでのフットボール風景

ドームでは過去に、ブルース・スプリングスティーンやポリス、プリンス、エルトン・ジョン、フランク・シナトラ、ビリー・ジョエル、ザ・グレイトフル・デッド、ロッド・スチュアート、U2、ジェネシス、ローリング・ストーンズ、ガース・ブルックス、ザ・フー、ニール・ダイアモンド、ピンク・フロイド、バリー・マニロウが、コンサートを行った。
ビリー・ジョエルは、2006年3月25日に、キャリアドーム25周年にコンサートを完売。すべてのチケットは$39.50で、前回シラキュースでコンサートした1998年時と同額である。

## 歴史
1970年代後期、シラキュース大学はアメリカンフットボールチームがディビジョンIに残るため、施設の充実を迫られていた。アークボールド・スタジアムという名の小さい球場があったが、他校のレベルには程遠かった。しかも新しい消防規則を遵守すると40,000席を26,000席に減らさざるを得ない状況であった。それ故、SUはシラキュースの豪雪という気候を鑑み、ドーム型の球場の建設を決定。アメフトのみならず、マンレー・フィールド・ハウスにあったバスケットボール本拠地をキャリアー・ドームに移す事も決定した。
キャリア・ドームは1979年4月から1980年9月まで工事が続き、総工費は2685万ドルであった。その内、275万ドルはキャリア社からの命名権料で賄った。施工業者は「Hunt and Nichols社」。

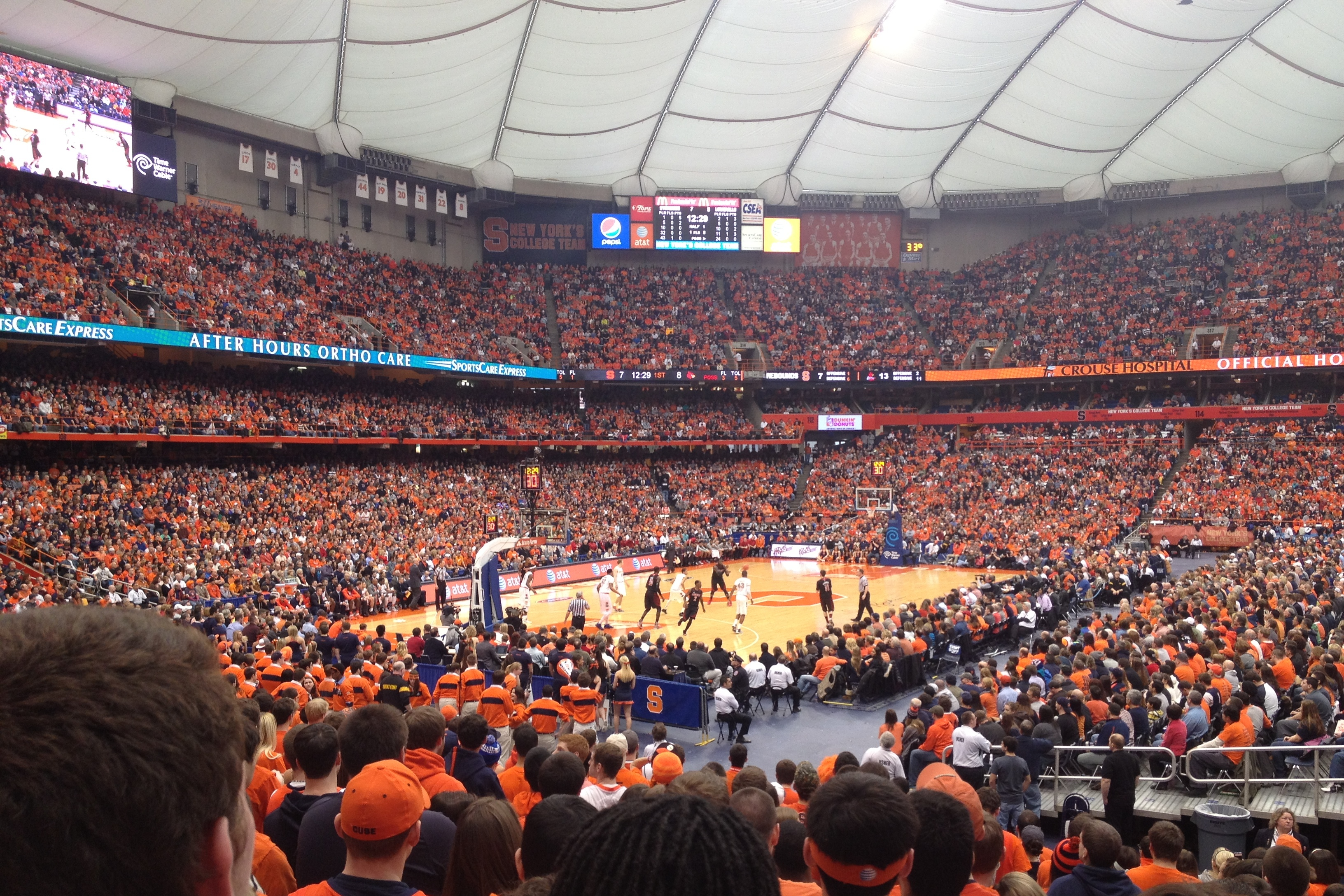
キャリア・ドーム内。

当時、政治的な運動がありこの建設工事を後押しした。ニューヨーク州がドーム建設のために1978年に1500万ドルの補助金を交付した。民主党の現職議員Hugh Carey氏はニューヨーク州のアップステートの有権者への選挙キャンペーンの一環として企画したものだ。Carey氏はドームへの補助金交付を実施した後、再選を果たした。
ドームは25年の間、何度も改修が行われた。最近では大学はLEDの大型画面ディスプレイを設置。1999年、ドーム屋根を不燃性のものに変えるだけで1400万ドルかかっている。
ドーム建設時には悲劇も起きている。1999年6月、ドームの屋根張り替え工事の際、大工のBryan Bowman氏は60フィート下に落ち死亡した。次月、新しいスピーカーシステムにケーブルを繋ぐ際、一人の電気技師が落下した。四肢、背中、肋骨を怪我したものの彼は幸いにも生存した。
- 1981年、ビッグ・イーストの男子バスケットボールトーナメントがこのドームで開催。
- 1988年、ディビジョンⅠのNCAA男子ラクロスチャンピオンシップ開催。
- 2005年、ディビジョンⅠのNCAA男子バスケットボールのトーナメント開催。

## トリビア
- キヤリア（読みは「キャリア」）社は世界最大のエアコン製造会社であるが、このキャリアー・ドームには冷房がついていない。このドームは主に8月から5月の間使用され、外気温がドーム内温度を上回ることが少ないからである。
- ドームには内側にたくさんの凹んだ箇所があるが、そのドームの形状から、その凹みで人が足を踏み鳴らすと、強いエコーが聞こえる。そのエコーはドーム壁の上下に響き、これは「ザ・ドーム・ストンプ」として知られている。
- スポーツのイベントがある間、特に大歓声が上がっている時、近くの環境省の地震測定器がしばしば反応してしまう。
- イベント後、すべての出口が開けられた際、とても強い風がドームの内側から外側へ吹く。これは東京ドームと同様、ドーム内の気圧が外気圧より高いためである。これは「ザ・ドーム・エフェクト（効果）」と呼ばれている。
- シラキュース市はオンタリオ湖のレイク・エフェクトにより冬はいつも豪雪となる。豪雪の間、ドームの屋根は凍結による破損を防ぐため、完全に空気が抜かれ閉場することがあった。しかし1999年に屋根素材の張替えをし、新しい屋根の融雪機能により凍結破損の恐れがなくなった為、この後ドームは空気を抜かれることは無くなった。